# Лев Сегал
Лев Йонтелевич Сегал е израелски скулптор и художник.

## Биография
Лев Йонтелевич Сегал е роден на 19 юли 1933 г. в украинския град Била Церква. През 1941 г., след началото на Великата отечествена война, семейство Сегал е евакуирано първо в Сталинградска област, а след това под обстрел в Новосибирск. Те се завръщат от евакуацията в Киев. През 1947 г., на 14-годишна възраст, Лев Сегал, за да издържа семейството си, отива на работа във фабрика, става квалифициран механик и едновременно с това завършва вечерно училище. От 1951 до 1954 г. служи в армията в инженерните войски, строейки понтонни мостове. След демобилизацията Лев Сегал се завръща в Киев и работи като механик, ремонтирайки сметачни и пишещи машини. Едновременно с това се занимава с рисуване и скулптура, и учи в художествено ателие.
През 1973 г. Сегал и семейството му се репатрират в Израел и се установяват в град Нетания. Отначало работи като механик във военна база, графичен дизайнер в кметството, а след това в работилница се екипира в творческото сдружение „Село на художниците Са-Нур“ (Самария), на което е един от основателите. По това време Сегал създава предимно дребномащабни триизмерни скулптури, а след това, след като изучава метода на изработване на калъпи и процеса на леене в работилницата на скулптора Барух Шакчиер, създава редица мащабни бронзови скулптури, инсталирани в град Нетания.